# El joc de Gerald
El joc de Gerald és una novel·la d'horror de Stephen King, la qual va escriure després de Needful Things. Se'n va fer una versió cinematogràfica el 2017, dirigida per Mike Flanagan i interpretada per Carla Gugino i Bruce Greenwood.

## Argument
Ens narra el que succeeix després del tràgic desenllaç del joc sexual de Gerald Burlingame (que consistia a emmanillar la seva dona, Jessie Mahout, a la capçalera d'un llit). Després de la seva mort per un atac cardíac, Gerald acaba en el sòl, deixant a la seva esposa atrapada i allunyada de la civilització, doncs tot succeeix a la seva casa en el bosc. Jessie començarà una travessia de dolor i lluita per la seva supervivència, turmentada pels fantasmes del seu fosc passat, un gos famolenc i un individu macabre al que sobrenomena "Llum de Lluna".